# Franz Joseph von Dietrichstein
Franz Dietrichstein, avstrijski general in diplomat, * 28. april 1767, † 8. julij 1854.